# Качкалыковский хребет
Качкалыковский хребет (чечен. Гӏачалкха рагI, Гӏачалкхин рагI) — хребет в Чечне тянется с запада на восток между реками Джалка и Аксай, на склонах хребта расположенный следующие населённые пункты, Иласхан-Юрт, Аллерой, Кошкельды, Верхний Нойбер, Нижний Нойбера Ойсхара, Мелчхи и город Гудермес.

## Этимология названия
В основу названия Качкалыковского хребта, вероятно, легло тюркское «къач халыкъ» — беглые народы. По мнению А. Сулейманова эта версия более правдоподобна так как частые войны заставляли людей уходить в горы.

## Галерея

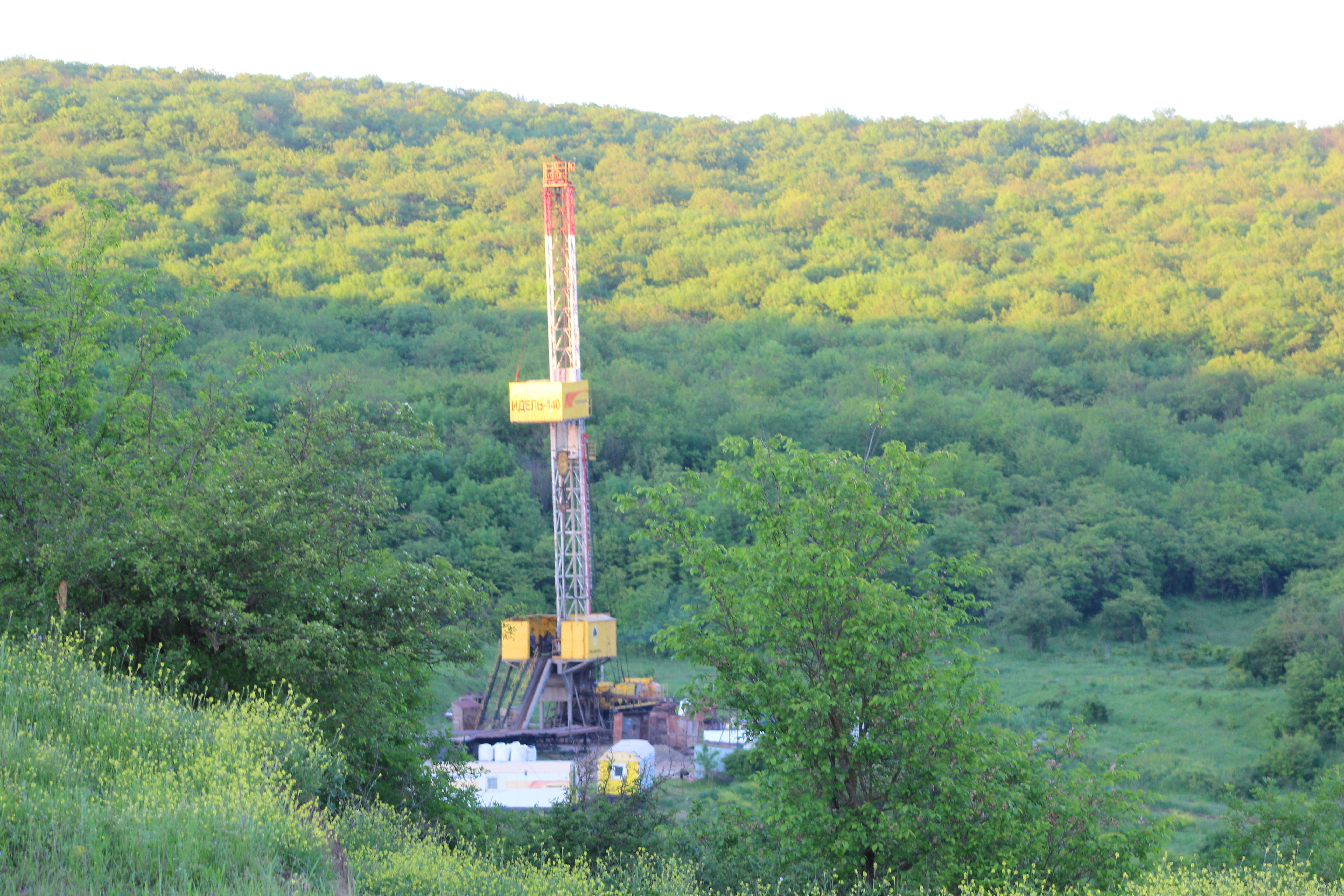
Качкалыковский хребет. Нефтяная вышка Роснефти.